# Benamar Bakhti
Benamar Bakhti, né le 28 décembre 1941 à Tlemcen et mort le 3 juin 2015 à Alger, est un réalisateur et scénariste algérien.

## Biographie
Benamar Bakhti naît en 1941 à Tlemcen. Il se forme au cinéma à l'IDHEC (Paris) ce qui lui permet de travailler avec Jean-Paul Sassy et Claude Lelouch, comme assistant réalisateur.
Après son retour en Algérie, il travaille à la Radio et télévision algérienne et il réalise plusieurs téléfilms.
Il réalise pour le cinéma deux films culte : L'Épopée de Cheïkh Bouamama et Le Clandestin.
Il meurt dans la nuit du 3 juin 2015,.

## Filmographie
- 1969 : El khalidoune
- 1974 : El Moukafih[3]
- 1975 : Le Retour
- 1983 : L'Épopée de Cheïkh Bouamama
- 1991 : Le Clandestin
- 1999 : Les Vacances de l'apprenti